# بچه‌های دیروز
بچه‌های دیروز نام برنامه‌ای بود که به پخش کارتون‌های قدیمی و مرور خاطرات کودکی بزرگسالان امروز می‌پرداخت. این مجموعه با مجری گری مجریان سابق برنامه کودک صدا و سیما (گیتی خامنه و الهه رضایی) مجریان ۲۸ سال پیش اجرا شد. این مجموعه توسط شبکه تهران از مهر ۱۳۸۹ تا پایان سال ۱۳۹۱ هر پنجشنبه پخش می‌شد.
پخش این برنامه با موج گرایش به برنامه‌های کودک سال‌های پیش در جامعه همراه شد. به طوری که همشهری جوان دو شماره ویژه نامه به برنامه‌های کودک که بین بیست تا سی سال پیش پخش می‌شد، اختصاص داد.
همچنین جشن بچه‌های دیروز جهت تقدیر و بزرگداشت دست اندرکاران برنامه‌های کودک برگزار شد.